# Вулиця молодості
«Вулиця молодості» — радянська чорно-біла молодіжна кіноповість 1958 року режисера Фелікса Міронера за сценарієм, написаним ним спільно з Марленом Хуцієвим. Фільм, що вийшов через два роки після знятого ними ж фільму «Весна на Зарічній вулиці», проте, пройшов непоміченим.

## Сюжет
СРСР. Друга половина 1950-х років. На околиці міста будується новий мікрорайон. На будівництво направлено групу хлопців — випускників ремісничого училища. Також на будівництво прибуває група дівчат з села. Згуртовується молодіжний колектив, зароджуються симпатії і любов…

## У ролях
- Володимир Землянікін —  Іван Кравчук
- Микола Ключнєв —  Сергій Назаренко
- Інга Будкевич —  Ніна Чепурна
- Лев Борисов —  Костя Луб'яной, столяр
- Сергій Курилов —  Андрій Ілліч Свєшніков, виконроб
- Павло Волков —  Григорій Платонович Мостовий
- Микола Сморчков —  Колесник, кранівник
- Любов Стриженова —  Клава Бровченко
- Олександр Лебедєв —  Коля
- Василь Фущич — друг Колі
- Станіслав Хитров —  Льоша
- Лілія Гурова —  Віра
- Михайло Крамар —  Толік
- Альфред Зінов'єв —  Володя
- Євген Тетерін —  мешканець
- Гертруда Двойникова —  секретарка Федоровича

## Знімальна група
- Режисер — Фелікс Миронер
- Сценаристи — Фелікс Миронер, Марлен Хуцієв
- Оператори — Вадим Костроменко, Микола Луканьов
- Композитор — Леонід Бакалов
- Художник — Ірина Гуртих